# Hoy (Orkney)
Hoy is het op een na grootste eiland en maakt deel uit van de Orkneyeilanden van Schotland.
De kustlijn van Hoy is grillig met vele kliffen, waarvan enkele tot de hoogste van het Verenigd Koninkrijk behoren. Het hoogste punt van het eiland ligt op 479 meter en is tevens het hoogste punt van de Orkney's. Aan de winderige westkust van Hoy staat de Old Man of Hoy, een 137 meter hoge pilaar van zandsteen op een voet van vulkanisch materiaal.
Op het eiland bevindt zich de neolithische graftombe genaamd Dwarfie Stane.